# Geitarøyholmane
Geitarøyholmane, est une île dans le landskap Sunnhordland du comté de Vestland. Elle appartient administrativement à Masfjorden.

## Géographie
Il s'agit de deux îlots rapprochés dont le premier est pratiquement désertique et le second couvert d'arbres, à fleur d'eau, qui s'étendent sur environ 203 m de longueur pour une largeur approximative maximale de 152 m. 